# James Beattie
James Beattie ([ˈbiːti]IPA; 25. října 1735 – 18. srpna 1803) byl skotský básník a filozof, představitel tzv. skotské školy zdravého rozumu.

## Filozofie
James Beattie rozvíjel Reidovo učení o „pravdách zdravého rozumu“. Zdravý rozum určuje Beattie jako schopnost osvojovat si pravdu a vzbuzovat víru instinktivně, rázem, bez výhrad, a to nikoli na podkladě výchovy a návyku, nýbrž přirozeně. Pokud se tato schopnost projevuje samostatně, nezávisle na vůli, je smyslem. Pokud se projevuje u všech lidí stejným způsobem, je smyslem všelidským.